# Pawnee Bill
Gordon William Lillie (14 février 1860 – 3 février 1942), plus connu sous le nom de Pawnee Bill, est un showman américain spécialisé dans les Wild West Shows. Il se produisit notamment avec Buffalo Bill entre 1908 et 1913.

## Biographie
Gordon William Lillie est né le 14 février 1860 à Bloomington dans l'Illinois, aîné d'une famille de quatre enfants. Sa famille déménage près de Wellington au Kansas en 1875 après l'incendie du moulin de son père. Là, il manifeste un goût prononcé pour l'Ouest américain et développe des relations avec les Pawnees.
En 1883, il est embauché pour servir d'interprète et coordonner la troupe de Pawnees dans le premier Wild West Show de Buffalo Bill. Durant la tournée, il rencontre May Manning (en) qu'il épouse en 1886.
Il crée lui-même son premier Wild West Show en 1888 sous le nom de Pawnee Bill's Wild West puis en 1889 Pawnee Bill's Historical Wild West, Indian Museum and Encampment dans lequel sa femme est présentée comme « la plus grande tireuse à cheval de l'Ouest ». En 1908, il se joint à Buffalo Bill pour le Buffalo Bill's Wild West and Pawnee Bill's Great Far East.
Il meurt le 3 février 1942.